# 富士見ヤングミステリー大賞
富士見ヤングミステリー大賞（ふじみヤングミステリーたいしょう）は、2000年から2008年まで富士見書房が主催した、ミステリー及びホラーに属する長編小説を対象としたライトノベルの文学賞である。受賞作は富士見ミステリー文庫から刊行された。
「ミステリー」と冠しているが、ライトノベルの賞であることから、謎解きやホラーの面と同時にキャラクターの魅力が強く求められる傾向があった。
2007年12月31日締切の第8回をもって終了となり、富士見ミステリー文庫も2009年3月をもって刊行を終了した。

## 概要
募集要項には「21世紀のホームズはきみが創る!」というキャッチコピーがつけられていた。募集するのは、「読んでいてどきどきするような、冒険心に満ち魅力あるキャラクターが活躍するミステリー小説およびホラー小説」とされた。原稿の枚数は、400字詰め原稿用紙換算で250枚以上400枚以内。大賞の受賞者には正賞のトロフィーと副賞100万円、および出版時の規定の印税が与えられた。

## 選考委員
- 有栖川有栖、井上雅彦、竹河聖
- 富士見ミステリー文庫編集部
- 月刊ドラゴンマガジン編集部

## 入賞作品一覧
年は締め切りの年。（）内は改題。発表は翌年。後にシリーズ化された作品については、サブタイトルを割愛している場合がある。
| 回数             | 賞                 | タイトル （受賞時タイトル）                                                                | 著者 （受賞時筆名）   | 刊行年月  | 備考                   |
| ---------------- | ------------------ | ------------------------------------------------------------------------------------------ | --------------------- | --------- | ---------------------- |
| 第1回 （2000年） | 大賞               | 戦う少女と残酷な少年                                                                       | 深見真                | 2002年1月 | 全3巻                  |
| 第2回 （2001年） | 準入選             | 業多姫                                                                                     | 時海結以              | 2003年1月 | 全6巻+短編集全1巻      |
| 第2回 （2001年） | 準入選             | タクティカル・ジャッジメント                                                               | 師走トオル            | 2003年1月 | 全9巻+短編集全4巻      |
| 第2回 （2001年） | 竹河聖賞           | ぐるぐる渦巻きの名探偵                                                                     | 上田志岐              | 2003年1月 | 全3巻                  |
| 第3回 （2002年） | 大賞               | 平井骸惚此中ニ有リ                                                                         | 田代裕彦              | 2004年1月 | 全5巻                  |
| 第3回 （2002年） | 佳作               | 黒と白のデュエット                                                                         | 岡村流生              | 2004年1月 | 全2巻                  |
| 第3回 （2002年） | 佳作               | 仮面は夜に踊る                                                                             | 名島ちはや            | 2004年1月 | 全1巻                  |
| 第3回 （2002年） | 井上雅彦賞         | さよならトロイメライ                                                                       | 壱乗寺かるた          | 2004年1月 | 全7巻+短編集全1巻      |
| 第4回 （2003年） | 大賞               | バクト!                                                                                    | 海冬レイジ            | 2005年1月 | 全7巻                  |
| 第4回 （2003年） | 佳作               | フォルマント・ブルー カラっぽの僕に、君はうたう。                                          | 木ノ歌詠              | 2005年1月 | 全1巻                  |
| 第5回 （2004年） | 佳作               | 楓の剣!                                                                                    | かたやま和華          | 2006年1月 | 全3巻                  |
| 第5回 （2004年） | 奨励賞             | BLACK JOKER 少女たちの方程式                                                               | あくたゆい            | 2006年1月 | 全1巻                  |
| 第5回 （2004年） | 奨励賞             | エクスプローラー 覚醒少年                                                                  | 北山大詩              | 2006年1月 | 全4巻                  |
| 第6回 （2005年） | 大賞               | Acacia! 〜明るい未来と幸せな現在のために〜 （僕たちのパラドクス -Acacia 2279-）            | 厚木隼                | 2007年1月 | 全2巻                  |
| 第6回 （2005年） | 佳作               | ヴァーテックテイルズ あるいはM婦人の犯罪 （麗しのシャーロットに捧ぐ ヴァーテックテイルズ） | 尾関修一              | 2007年1月 | 全1巻                  |
| 第6回 （2005年） | 奨励賞             | 生神モラトリアム （イキガミステイエス 魂は命を尽くさず、神は生を尽くさず。）               | 沖永徹明 （沖永融明） | 2008年4月 | 全1巻                  |
| 第7回 （2006年） | 準入選             | 未成年儀式                                                                                 | 彩坂美月              | 2009年8月 | Style-Fより刊行、全1巻 |
| 第8回 （2007年） | 佳作               | なつそら                                                                                   | CAMY                  | 未刊行    |                        |
| 第8回 （2007年） | 井上雅彦・竹河聖賞 | 鞘火（さやか）                                                                             | 唐草燕                | 未刊行    | [ 2 ]                  |

受賞者以外にも、最終候補に残って富士見ミステリー文庫からデビューした作家に葉山透（『ルーク&レイリア』、第1回）や中村九郎・皇城一夢・吉田茄矢（第4回）、上月雨音（『SHI-NO -シノ-』、第5回）がいる。